# 1445
| [ Edytuj tabelę ]                          | |
| Król Polski                                | - 1444 bezkrólewie 1447 |
| Książę Albanii                             | - 1443 Skanderbeg 1468 |
| Współksiążęta Andory                       | - 1437 Arnau Roger de Pallars 1461 - 1436 Gaston IV 1472 |
| Król Anglii                                | - 1422 Henryk VI 1461 |
| Król Aragonii i Walencji, hrabia Barcelony | - 1416 Alfons V Aragoński 1458 |
| Władca Azteków                             | - 1440 Montezuma I 1468 |
| Elektor Brandenburgii                      | - 1440 Fryderyk II Żelazny 1471 |
| Książę Bawarii-Ingolstadt                  | - 1443 Ludwik VIII Młodszy 1445 |
| Książę Bawarii-Landshut                    | - 1393 Henryk XVI Bogaty 1450 |
| Książę Bawarii-Monachium                   | - 1438 Albert III 1460 |
| Książę Burgundii                           | - 1419 Filip III Dobry 1467 |
| Cesarz Bizancjum                           | - 1425 Jan VIII Paleolog 1448 |
| Sułtan Brunei                              | - 1433 Sulaiman 1473 |
| Cesarz Chin                                | - 1435 Zhu Qizhen 1449 |
| Król Cypru                                 | - 1432 Jan II 1458 |
| Król Czech                                 | - 1440 Władysław Pogrobowiec 1457 |
| Król Danii                                 | - 1440 Krzysztof Bawarski 1448 |
| Dalajlama                                  | - 1391 Gendun Drup 1474 |
| Władca Egiptu                              | - 1438 Czakmak 1453 |
| Cesarz Etiopii                             | - 1434 Zara Jaykob Konstantyn 1468 |
| Król Francji                               | - 1422 Karol VII 1461 |
| Hrabia Holandii                            | - 1433 Filip III Dobry (z Burgundii) 1467 |
| Władca Inków                               | - 1438 Pachacutec 1471 |
| Cesarz Japonii                             | - 1428 Go-Hanazono 1464 |
| Kalif                                      | - 1441 Al-Mustakfi II 1451 |
| Król Kastylii i Leónu                      | - 1406 Jan II Kastylijski 1454 |
| Patriarcha Konstantynopola                 | - 1443 Grzegorz III Mammas 1450 |
| Władca Korei                               | - 1418 Sejong Wielki 1450 |
| Wielki książę litewski                     | - 1440 Kazimierz IV Jagiellończyk 1492 |
| Cesarz Majapahitu                          | - 1429 Suhita 1447 |
| Sułtan Maroka                              | - 1421 Abdulhak II 1465 |
| Książę Mediolanu                           | - 1412 Filip Maria 1447 |
| Senior Monako                              | - 1436 Jan I 1454 |
| Wielki książę moskiewski                   | - 1425 Wasyl II Ślepy 1462 |
| Król Nawarry                               | - 1441 Jan II Aragoński 1479 |
| Król Norwegii                              | - 1442 Krzysztof Bawarski 1448 |
| Sułtan Omanu                               | - 1435 Abu al-Hasan 1451 |
| Elektor Palatynatu                         | - 1436 Ludwik IV 1449 |
| Papież                                     | - 1431 Eugeniusz IV 1447 - 1439 Feliks V 1449 |
| Król Portugalii                            | - 1438 Alfons V 1481 |
| Cesarz Rzymski (niemiecki)                 | - 1440 Fryderyk III Habsburg 1493 |
| Kapitanowie Regenci San Marino             | - 1444 Antonio di Simone Belluzzi Cecco di Giovanni da Valle 1445 - 1445 Niccolò di Michelino Bartolo di Francesco 1445 - 1445 Cristofaro di Paolo Antonio Giannini 1446 |
| Despota Serbii                             | - 1429 Jerzy I Branković 1456 |
| Elektor Saksonii                           | - 1428 Fryderyk II Łagodny 1464 |
| Król Szkocji                               | - 1437 Jakub II 1460 |
| Król Szwecji                               | - 1440 Krzysztof Bawarski 1448 |
| Król Tajlandii                             | - 1424 Borommaracha Thirat II 1448 |
| Sułtan Turków                              | - 1444 Mehmed II Zdobywca 1446 |
| Doża Wenecji                               | - 1423 Francesco Foscari 1457 |
| Król Węgier                                | - 1444 Władysław Pogrobowiec 1457 |
| Cesarz Wietnamu                            | - 1442 Lê Nhân Tông 1459 |
| Wielki mistrz zakonu krzyżackiego          | - 1441 Konrad von Erlichshausen 1450 |

Rok 1445 / MCDXLV
stulecia: XIV wiek ~
XV wiek ~
XVI wiek

lata: 1435 «
1440 «
1441 «
1442 «
1443 «
1444 «
1445
» 1446
» 1447
» 1448
» 1449
» 1450
» 1455

## Wydarzenia w Polsce
- Luty – przybycie przedstawicieli Związku Pruskiego na Wawel, z Janem Bażyńskim na czele.
- 24 sierpnia-27 sierpnia – w Piotrkowie obradował sejm[1].
- 16 września – Suraż otrzymał prawa miejskie
- Sędziwój Głowacz Leżeński założył miejscowość Głowaczów.
- Skępe otrzymało prawa miejskie.

## Wydarzenia na świecie
- 19 maja – król Kastylii i Leónu Jan II pokonał wojska infantów aragońskich w bitwie pod Olmedo.

- dokładna data nieznana:
  - Portugalczycy (Dinas Dias) opłynęli Zielony Przylądek, zapoczątkowując erę wielkich odkryć geograficznych.
  - Wynalezienie ruchomej czcionki, druku (wydanie Biblii Gutenberga w 1455 r.); zob. też Historia druku.
  - Cesarz Etiopii Zara Jaykob Konstantyn zwyciężył władcy islamskiego kraju Hadija w bitwie pod Ygubbą.

## Urodzili się
- 1 marca – Sandro Botticelli, włoski malarz (zm. 1510)
- Weronika Negroni, włoska augustianka, mistyczka, błogosławiona katolicka (zm. 1497)

## Zmarli
- 15 lipca – Joanna Beaufort, królowa Szkocji, żona Jakuba I (ur. ok. 1404)
- 21 października – Piotr z Città di Castello, włoski dominikanin, błogosławiony katolicki (ur. 1390)